# Revetlla
S'anomena revetlla al vespre abans d'una festa important, és a dir, d'un dia assenyalat, d'una diada assenyalada, i més específicament, a la festa que normalment va associada amb aquest vespre, tradicionalment especialment amb ball popular als carrers o a la plaça, i sovint acompanyat de barraques de fira. Per exemple: Sant Joan és el 24 de juny i la revetlla de Sant Joan la nit del 23 al 24, quan normalment se celebra gran festa.

## Revetlles destacades
- Revetlla de Sant Joan, nit del 23 de juny
- Revetlla de Sant Pere, nit del 28 de juny
- Revetlla de Sant Jaume, nit del 24 de juliol